# Jorge Ben Jor
Jorge Duílio Lima Meneses (Río de Janeiro, 22 de marzo de 1939), más conocido como Jorge Ben o Jorge Ben Jor es un guitarrista, percusionista, cantante y compositor popular brasileño. Es aclamado popularmente como uno de los mayores artistas de la música brasileña.
Su estilo característico incluye samba, funk, rock, pop, maracatú, bossa nova, rap y samba-rock con letras que combinan humor y sátira. Incluye muchas veces temas místicos y/o esotéricos como los referentes a la alquimia en sus canciones.

## Carrera artística
Tuvo su primer pandeiro a los trece años de edad y, dos años después, ya cantaba en el coro de una iglesia, pero quería ser jugador de fútbol, llegando a integrar el equipo infantojuvenil del Clube de Regatas do Flamengo. También participaba como tocador de pandeiro en blocos de carnaval. A los dieciocho, su madre le obsequió una guitarra y comenzó a hacer presentaciones en fiestas y boates. 
Y fue en una de esas boates que su carrera comenzó: en 1963, se subió al escenario y cantó «Mas que nada» para una pequeña platea en la que se encontraba un ejecutivo de la discográfica Philips. Una semana después, fue lanzado su primer disco. Su ritmo híbrido le trajo algunos problemas al inicio, cuando la música brasileña estaba dividida entre la Jovem Guarda y el samba tradicional, de letras engajadas. Al pasar a tener interés por la música, el artista vivió una época en la cual la bossa nova gozaba de un gran éxito en el mundo. Sus primeras presentaciones públicas fueron en fiestas de amigos, 'regadas' por la bossa nova y el rock. Como la mayoría de los músicos de entonces, fue inicialmente influenciado por João Gilberto, pero ya desde el inicio fue bastante innovador. La canción mencionada previamente, «Mas que nada», fue su primer gran éxito en Brasil, y también uno de los temas musicales en lengua portuguesa más populares en los Estados Unidos hasta los días de hoy. La canción llegó a tal punto, que fue interpretada por jazzistas de renombre, tales como Ella Fitzgerald, Dizzy Gillespie o Al Jarreau. 
En los 70 lanzó sus discos más esotéricos y experimentales, principalmente los álbumes A Tábua de Esmeraldas en el 72, Solta o Pavão del 75 y Africa Brasil en el 76, que no tuvieron popularidad y fueron apenas contemplados por una minoría en su época, pero que actualmente son considerados clásicos. En 1989, Jorge Ben cambió de discográfica y también de nombre artístico, que fue modificado a «Jorge Benjor» (o «Jorge Ben Jor»). En la época, dijeron que el motivo fue la numerología, (y según sus propias palabras, «apenas uma sugestão de marketing») pero, en verdad, el cambio se debió a problemas con derechos de autor. A partir de este período, su música se inclinó más hacia el pop, pero mantuvo el swing. 
En 2008, Rolling Stone expresaba acerca de Ben Jor: «Simple en la complejidad, popular en la sofisticación, moderno en la interpretación de las influencias, encierra en sí arpegios y llevadas de un samba torcido y armonías de una bossa ingenua con la llevada del rock n' roll, como si João Gilberto fuera Chuck Berry». Fue elegido por esa revista como quinto mejor músico de la historia de la música popular brasileña.

## Canciones más famosas
- «Más que nada»
- «Charles Anjo 45»
- «Que Pena»
- «País tropical»
- «Fio Maravilha»
- «Umababarauma»
- «Taj Mahal»

## Discografía

Jorge Ben en 1972

- Sou da Pesada (7 Samurái Afroraduno Remix)/A Joven Samba (Klasick Remix) (2006)
- Reactivus amor est - Turba Philosophorum (2004)
- Acústico MTV - Admiral Jorge V (2002)
- Acústico MTV - Banda do Zé Pretinho (2002)
- Músicas para tocar em elevador (1997)
- Homo Sapiens (1995)
- Ben Jor world dance (1995)
- 23 (1993)
- Live in Rio (1992)
- Ben Jor (1989)
- Ben Brasil (1986)
- Sonsual (1985)
- Dádiva (1984)
- Bem-vinda amizade (1981)
- Alô, alô, como vai (1980)
- Salve simpatía (1979)
- A banda do Zé Pretinho (1978)
- Tropical (1977)
- África Brasil (1976)
- Jorge Ben à L'Olympia (1975)
- Solta o pavão (1975)
- Gil Jorge (1975)
- 10 anos depois (1973)
- A tábua de esmeralda (1972)
- Ben (1972)
- Negro é lindo (1971)
- Força bruta (1970)
- Jorge Ben (1969)
- O bidú - silêncio no Brooklin (1967)
- Big Ben (1965)
- Ben é samba bom (1964)
- Sacundin Ben samba (1964)
- Samba esquema novo (1963)